# Marlborough (Missouri)
Marlborough ist eine Gemeinde mit dem Status „Village“ im St. Louis County im US-Bundesstaat Missouri. Das U.S. Census Bureau hat bei der Volkszählung 2020 eine Einwohnerzahl von 2.221 ermittelt.

## Geographie
Die Koordinaten von Marlborough liegen bei 38°34'2" nördlicher Breite und 90°20'21" westlicher Länge.
Nach Angaben der United States Census 2010 erstreckt sich das Stadtgebiet von Marlborough über eine Fläche von 0,60 Quadratkilometer (0,23 sq mi). Das komplette Stadtgebiet befindet sich an Land. Marlborough grenzt im Norden an Shrewsbury, im Osten und Süden an Affton und im Westen an Webster Groves.

## Bevölkerung
Nach der United States Census 2010 lebten in Marlborough 2179 Menschen verteilt auf 1330 Haushalte und 394 Familien. Die Bevölkerungsdichte betrug 2680 Einwohner pro Quadratkilometer (9473,9/sq mi).
Die Bevölkerung setzte sich 2010 aus 79,60 % Weißen, 5,06 % Afroamerikanern, 0,18 % amerikanischen Ureinwohnern, 11,59 % Asiaten, 1,12 % aus anderen ethnischen Gruppen und 2,46 % mit zwei oder mehr Ethnien zusammen. Bei 2,86 % der Bevölkerung handelte es sich um Hispanics oder Latinos. Von den 1330 Haushalten lebten in 13,2 % Familien mit Kindern unter 18, in 20,8 % der Haushalten lebten verheiratete Paare ohne Kinder und in 8,2 % der Haushalten lebten Personen über 65 alleine.
Von den 2179 Einwohnern waren 12,5 % unter 18 Jahre, 19,4 % zwischen 18 und 24 Jahren, 39,3 % zwischen 25 und 44 Jahren, 18,7 % zwischen 45 und 64 Jahren und in 10,1 % der Menschen waren 65 Jahre oder älter. Das Durchschnittsalter betrug 32 Jahre und 49,7 % der Einwohner waren männlich.

## Belege
1. ↑  Explore Census Data Total Population in Marlborough village, Missouri. Abgerufen am 2. Februar 2023.
2. ↑   United States Census
3. ↑   American Fact Finder